# Liste der Baudenkmale in Schenkendöbern
In der Liste der Baudenkmale in Schenkendöbern sind alle Baudenkmale der brandenburgischen Gemeinde Schenkendöbern und ihrer Ortsteile aufgelistet. Grundlage ist die Veröffentlichung der Landesdenkmalliste mit dem Stand vom 31. Dezember 2021. Die Bodendenkmale sind in der Liste der Bodendenkmale in Schenkendöbern aufgeführt.

## Legende
In den Spalten befinden sich folgende Informationen:
- ID-Nr.: Die Nummer wird vom Brandenburgischen Landesamt für Denkmalpflege vergeben. Ein Link hinter der Nummer führt zum Eintrag über das Denkmal in der Denkmaldatenbank. In dieser Spalte kann sich zusätzlich das Wort Wikidata befinden, der entsprechende Link führt zu Angaben zu diesem Denkmal bei Wikidata.
- Lage: die Adresse des Denkmales und die geographischen Koordinaten. Link zu einem Kartenansichtstool, um Koordinaten zu setzen. In der Kartenansicht sind Denkmale ohne Koordinaten mit einem roten beziehungsweise orangen Marker dargestellt und können in der Karte gesetzt werden. Denkmale ohne Bild sind mit einem blauen bzw. roten Marker gekennzeichnet, Denkmale mit Bild mit einem grünen beziehungsweise orangen Marker.
- Bezeichnung: Bezeichnung in den offiziellen Listen des Brandenburgischen Landesamtes für Denkmalpflege. Ein Link hinter der Bezeichnung führt zum Wikipedia-Artikel über das Denkmal.
- Beschreibung: die Beschreibung des Denkmales
- Bild: ein Bild des Denkmales und gegebenenfalls einen Link zu weiteren Fotos des Baudenkmals im Medienarchiv Wikimedia Commons

## Denkmalbereich
| ID-Nr.   | Lage                 | Bezeichnung                                           | Beschreibung | Bild           |
| -------- | -------------------- | ----------------------------------------------------- | --- | -------------- |
| 09125305 | Reicherskreuz (Lage) | Satzung zum Schutze des Denkmalbereichs Reicherskreuz | Das Dorfbild ist von Zwei- und Dreiseithöfen geprägt. Besonders an diesen Häusern ist die Verwendung von Feldsteinen beim Bau der Häuser. | weitere Bilder |

## Baudenkmale in den Ortsteilen

### Atterwasch
| ID-Nr.   | Lage                          | Bezeichnung | Beschreibung | Bild |
| -------- | ----------------------------- | --- | --- | --- |
| 09125791 | Atterwascher Straße (Lage)    | Kriegerdenkmal | Das Kriegerdenkmal wurde in den 1920er Jahren erstellt. Es soll an die Gefallenen des Ersten Weltkrieges gedenken. Auf einem Postament befindet sich ein trauender Soldat aus Betonguss. | weitere Bilder |
| 09125048 | Atterwascher Straße (Lage)    | Dorfkirche | Die Kirche entstand im 14. oder 15. Jahrhundert. Nachdem sie im Dreißigjährigen Krieg zerstört wurde, wurde seit 1685 wieder aufgebaut. Es ist ein Saalbau mit Satteldach und einem fünfgeschossigen Westturm. | weitere Bilder |
| 09125048 | Atterwascher Straße ()        | Orgel | Die Orgel wurde 1905 von der Stettiner Firma Grüneberg hergestellt. | ein Bild hochladen |
| 09125048 | Atterwascher Straße ()        | Glocke | Die Glocke wurde 1908 vom Glockengießer Franz Schilling aus Apolda hergestellt. | ein Bild hochladen |
| 09125799 | Atterwascher Straße 48 (Lage) | Mühlengehöft, bestehend aus Mühlengebäude mit Resten der Mühlentechnik (Fragment Steinmahlgang, Reinigungsmaschine, Gatterfahrstuhl, Fragment Plansichter, Absackeinrichtungen) und Turbinenhaus, Turbine und Transmissionsanlage sowie Wehranlage, Einlassbauwerk und Freigraben, Schornstein der Kieferndarre, Wirtschaftsgebäuden, Scheune und Stallspeicher sowie Hofpflasterung | An dieser Stelle gibt es eine Mühle bereits seit 1370. Erst gehört die Wassermühle dem Kloster Atterwasch, dann war es im Besitz des Klosters Neuzelle. 1917 wurde id Mühle verkauft und von 1921 bis 1924 umgebaut. Eine LPG übernahm die LPG die Mühle und baute sie von 1963 bis 1964 um. Das Mühlengeschoss ist ein zweigeschossiger Putzbau. | Mühlengehöft, bestehend aus Mühlengebäude mit Resten der Mühlentechnik (Fragment Steinmahlgang, Reinigungsmaschine, Gatterfahrstuhl, Fragment Plansichter, Absackeinrichtungen) und Turbinenhaus, Turbine und Transmissionsanlage sowie Wehranlage, Einlassbauwerk und Freigraben, Schornstein der Kieferndarre, Wirtschaftsgebäuden, Scheune und Stallspeicher sowie Hofpflasterung |
| 09125799 | Atterwascher Straße 48 ()     | Mühle & Wohnhaus | | ein Bild hochladen |
| 09125799 | Atterwascher Straße 48 ()     | Turbinenhaus | | ein Bild hochladen |
| 09125799 | Atterwascher Straße 48 ()     | Schornstein | | ein Bild hochladen |
| 09125799 | Atterwascher Straße 48 ()     | Stall | | ein Bild hochladen |
| 09125799 | Atterwascher Straße 48 ()     | Scheune | | ein Bild hochladen |
| 09125799 | Atterwascher Straße 48 ()     | Speicher & Stall | | ein Bild hochladen |
| 09125049 | Atterwascher Straße 51 (Lage) | Pfarrhaus | Das Pfarrhaus wurde um 1880 erbaut. Es liegt westlich der Dorfkirche. | weitere Bilder |
| 09125792 | Seehof 1 (Lage)               | Landsitz mit altem und neuem Wohnhaus, Wasserturm, Familienbegräbnis und drei Bronzeplastiken | Der Landsitz befindet sich am Ufer des Deulowitzer Sees. Im Jahre 1902 wurde ein Fachwerkhaus gebaut, das wurde 1904 erweitert. Im Jahre 1906 kam ein Wasserturm hinzu. Auf dem Grundstück befinden sich drei Bronzefiguren und die Begräbnisstätte der Familie Wilke, dem ersten Besitzer. Nach dem Krieg wurde der Landsitz unter anderem als Schulungsheim genutzt. Ab 1990 befand sich hier das Waldhotel Seehof, das stellte den Betrieb Ende 2008 ein. | Landsitz mit altem und neuem Wohnhaus, Wasserturm, Familienbegräbnis und drei Bronzeplastiken |
| 09125792 | Seehof 1 ()                   | Wohnhaus | | ein Bild hochladen |
| 09125792 | Seehof 1 ()                   | Wasserturm | | ein Bild hochladen |
| 09125792 | Seehof 1 ()                   | Familienfriedhof | | ein Bild hochladen |
| 09125792 | Seehof 1 ()                   | Skulptur | | ein Bild hochladen |
| 09125792 | Seehof 1 ()                   | Skulptur | | ein Bild hochladen |
| 09125792 | Seehof 1 ()                   | Skulptur | | ein Bild hochladen |

### Bärenklau
| ID-Nr.   | Lage                     | Bezeichnung | Beschreibung | Bild           |
| -------- | ------------------------ | ----------- | --- | -------------- |
| 09125051 | Grabkoer Straße 5 (Lage) | Alte Schule | Die Schule, als Alte Schule bekannt, wurde im Jahre 1932 erbaut. Im Jahr 1971 wurde eine neue Schule östlich der alten Schule erbaut. Es ist ein zweigeschossiger Klinkerbau mit einem Walmdach.                                                                  | weitere Bilder |
| 09125052 | Heimstraße 11 (Lage)     | Schloss     | Der Landsitz mit einem Landhaus entstand von 1928 bis 1930 auf dem Gebiet des Rittergutes Bärenklau. Die Architekten waren Alfred Breslauer und sein Schwager Paul Salinger. Sie schufen eins der größten Landhäuser in der Zeit zwischen den beiden Weltkriegen. | weitere Bilder |
| 09125401 | Heimstraße 11 (Lage)     | Parkanlage  | Zu dem Park gehört auch ein neuangelegter Teich. Die Pflanzen des Parkes lieferte die Späth’schen Baumschulen von Hellmut Späth. | weitere Bilder |

### Grano(Granow)
| ID-Nr.            | Lage                | Bezeichnung                    | Beschreibung | Bild               |
| ----------------- | ------------------- | ------------------------------ | --- | ------------------ |
| 09125975          | Kirchgasse 2 (Lage) | Schule                         | Die Schule wurde 1841 erbaut. Mit 150 Schülern war die Schule in den 1850er Jahren überfüllt. Nach dem Zweiten Weltkrieg wurde die Schule in das Schloss verlegt. Heute wird das Haus als Wohnhaus genutzt. | Schule             |
| 09125120 Wikidata | Kirchgasse 3 (Lage) | Dorfkirche und fünf Grabsteine | Die Kirche wurde 1799 erbaut, wobei der Turm älter sein kann. Im Jahre 1854 wurde die Kirche umfangreich umgebaut. Die Kirche ist ein langgestreckter Saalbau mit einem Westturm, der das Satteldach der Kirche kaum überragt. Der Kanzelaltar im Inneren stammt aus dem Jahr 1799.                                                                                         | weitere Bilder     |
| 09125120          | Kirchgasse 3 ()     | Orgel                          | | ein Bild hochladen |
| 09125120          | Kirchgasse 3 ()     | Glocke                         | | ein Bild hochladen |
| 09125120          | Kirchgasse 3 ()     | Grabmal                        | | ein Bild hochladen |
| 09125120          | Kirchgasse 3 ()     | Grabmal                        | | ein Bild hochladen |
| 09125120          | Kirchgasse 3 ()     | Grabmal                        | | ein Bild hochladen |
| 09125120          | Kirchgasse 3 ()     | Grabmal                        | | ein Bild hochladen |
| 09125120          | Kirchgasse 3 ()     | Grabanlage                     | | ein Bild hochladen |
| 09125904 Wikidata | Schulweg 3 (Lage)   | Herrenhaus                     | Das Herrenhaus wurde um 1700 erbaut. Der Bauherr war die Familie von Walther und Cronegk. Nach dem Zweiten Weltkrieg wurde das Herrenhaus als Flüchtlingsunterkunft genutzt. Ab 1949 wurde das Gebäude als Schule genutzt. Es ist ein Putzbau mit Kellergeschoss und einem Mansarddach. An der Nordseite befindet sich der Eingang davor ist eine Freitreppe mit 14 Stufen. | weitere Bilder     |

### Groß Drewitz
| ID-Nr.   | Lage                  | Bezeichnung | Beschreibung | Bild |
| -------- | --------------------- | ----------- | --- | ---- |
| 09125471 | Pinnower Weg 1 (Lage) | Gutspark    | Von der ursprünglichen Gestaltung des Parkes ist heute nicht mehr viel zu sehen. So wurde nach 1945 der westliche Teil des Parkes von Siedlern genutzt. | BW   |
| 09125130 | Pinnower Weg 1 (Lage) | Herrenhaus  | Das sogenannte Schloss wurde um 1700 erbaut. | BW   |

### Groß Gastrose(Gósćeraz)
| ID-Nr.            | Lage                                     | Bezeichnung                                 | Beschreibung | Bild               |
| ----------------- | ---------------------------------------- | ------------------------------------------- | --- | ------------------ |
| 09125888 Wikidata | Bahnhofstraße, Abzweig Dorfstraße (Lage) | Kriegerdenkmal                              | Das Kriegerdenkmal wurde am 8. Mai 1921 eingeweiht. Es ist ein übermannshoher, unregelmäßiger Granitstein mit Erinnerungstafel unregelmäßigen Umrisses und Inschrift „Unseren Helden“, darunter Dienstgrad, Name, Vorname und Todestag und -ort der 19 Gefallenen der Gemeinde aufgeführt. Unter der Tafel ein schleifengeschmückter Efeukranz, der Sockel in jüngerer Zeit mit Kunststein verkleidet und durch Tafel „Zum Gedenken der Gefallenen des 2. Weltkrieges aus Groß-Gastrose“ ergänzt. Es ist ein typisches Zeugnis der Gedenk- und Erinnerungskultur der Weimarer Republik. | weitere Bilder     |
| 09125889          | Am Mühlengraben 6 a (Lage)               | Villa                                       | Die Villa wurde um 1890/1900 als Wohnstätte der Gubener Fabrikantenfamilie Lehmann in unmittelbarer Nähe zum Mühlenhof errichtet. Nach dem Zweiten Weltkrieg war sie erst Polizeiobjekt, dann Schule, dazu erforderliche Ergänzungsbauten im Hofgelände. 1976 fanden erste Sanierungsmaßnahmen statt. Nach 1990 wurde die Villa als Hort genutzt. 2004/05 wurde die Villa mit ihren Außenanlagen umfassend saniert. Sie ist ein eingeschossiger Putzbau über hohem Kellergeschoss und mit ausgebautem Mansarddach, straßenseitiger Altan mit Freitreppe, Zwerchhaus, Dachhäuschen, südlicher Anbau, nutzungsbedingt eiserne Wendeltreppe. Innen wurde die Villa durchgreifend verändert, ist trotzdem geschichtlich und städtebaulich bedeutsam und mit ihrer Nutzung als Schule und Hort in das Bewusstsein der Bevölkerung eingegangen, straßenbildprägend durch direkte Sichtbeziehung zum Mühlenhof. | Villa              |
| 09126265          | Mühlenhof 24 (Lage)                      | Wasserkraftwerk mit Mühle (Mischfutterwerk) | | BW                 |
| 09126265          | Mühlenhof 24 ()                          | Mühlengebäude                               | | ein Bild hochladen |
| 09126265          | Mühlenhof 24 ()                          | Wasserkraftwerk                             | | ein Bild hochladen |
| 09126265          | Mühlenhof 24 ()                          | Getreidesilo                                | | ein Bild hochladen |
| 09126265          | Mühlenhof 24 ()                          | Mühlengebäude                               | | ein Bild hochladen |
| 09126265          | Mühlenhof 24 ()                          | Kontorgebäude                               | | ein Bild hochladen |

### Kerkwitz(Keŕkojce)
| ID-Nr.                           | Lage                  | Bezeichnung                                                  | Beschreibung | Bild           |
| -------------------------------- | --------------------- | ------------------------------------------------------------ | --- | -------------- |
| 09125806                         | (Lage)                | Kriegerdenkmal                                               | | Kriegerdenkmal |
| 09125197                         | (Lage)                | Sowjetischer Ehrenfriedhof, an der Bahnstrecke Cottbus-Guben | Der Ehrenfriedhof wurde nach 1945 angelegt. Er liegt nördlich der Bahnstrecke Cottbus–Guben und westlich von Kerkwitz an einem Waldweg nach Grabko. Am südlichen Rand des Gräberfeldes befindet sich Steinquader, darauf eine Pyramide mit Sowjetstern. | BW             |
| 09125196                         | Hauptstraße (Lage)    | Dorfkirche                                                   | Die evangelische Gustav-Adolf-Kirche befindet sich zurückgesetzt auf einem Grundstück, südlich der Dorfstraße. Kerkwitz gehört vor 1945 zur Pfarrei Schenkendorf (Sekowice/Polen), die nicht mehr besucht werden konnte. Aus diesem Grund wurde ab 1951 eine neue Kirche gebaut. Der Architekt war Max Hanke. Die Ausstattung im Inneren stammt aus der Bauzeit. | weitere Bilder |
| 09125196                         | Hauptstraße (Lage)    | Orgel                                                        | | BW             |
| 09125196                         | Hauptstraße (Lage)    | Glocke                                                       | | BW             |
| 09125198                         | Hauptstraße 73 (Lage) | Gasthof                                                      | Der Gasthof Zum Dorfkrug wurde 1870 erbaut, 1907 wurde der Gasthof um ein Saalabbau erweitert. | Gasthof        |
| 09125788 Teilobjekt zu: 09125198 | Hauptstraße 73 (Lage) | Saalbau                                                      | | BW             |

### Krayne
| ID-Nr.   | Lage                   | Bezeichnung            | Beschreibung | Bild                   |
| -------- | ---------------------- | ---------------------- | --- | ---------------------- |
| 09125478 | Hubertusweg 1 (Lage)   | Wohnhaus „Hubertushof“ | Das Haus Hubertus wurde um 1900 erbaut. Es ist ein zweigeschossiger Bau mit zwei Eckrisaliten und einen Krüppelwalmdach. | Wohnhaus „Hubertushof“ |
| 09125218 | Schloßstraße 16 (Lage) | Landschaftspark        | Der Park wurde bereits Anfang des 18. Jahrhunderts angelegt. Ab dieser Zeit sind Gärtner nachweisbar.                    | Landschaftspark        |
| 09125217 | Schloßstraße 16 (Lage) | Herrenhaus             | Das Haus wurde wahrscheinlich um 1790 erbaut. Es ist ein eingeschossiger Bau mit einem Mansarddach.                      | Herrenhaus             |

### Lübbinchen
| ID-Nr.   | Lage                                    | Bezeichnung                                                                                                 | Beschreibung | Bild               |
| -------- | --------------------------------------- | --- | --- | ------------------ |
| 09125226 | An der B 320 1/Bärenklauer Weg 1 (Lage) | Gutsanlage, bestehend aus Herrenhaus, Wirtschaftsgebäude mit Torhaus, Einfriedungen, Pflasterungen und Park | Die Gutsanlage, wie sie heute besteht, wurde im 19. Jahrhundert angelegt. Nach 1945 nutzte die örtliche LPG das Gut. Das Baujahr des Herrenhauses ist unbekannt, im Jahre 1910 wurde umfangreich umgebaut. Das Herrenhaus besteht aus zwei Häusern die mit einem eingeschossigen Bau verbunden sind. Am Verbindungsbau befindet sich ein Turm. Das Torhaus wurde wahrscheinlich 1805 erbaut. | weitere Bilder     |
| 09125226 | Bärenklauer Weg 1 ()                    | Herrenhaus                                                                                                  | | ein Bild hochladen |
| 09125226 | Bärenklauer Weg 1 ()                    | Torhaus | | ein Bild hochladen |
| 09125226 | Bärenklauer Weg 1 ()                    | Glocke | | ein Bild hochladen |
| 09125226 | Bärenklauer Weg 1 ()                    | Werkstatt & Pferdestall                                                                                     | | ein Bild hochladen |
| 09125226 | Bärenklauer Weg 1 ()                    | Wirtschaftsgebäude                                                                                          | | ein Bild hochladen |
| 09125226 | Bärenklauer Weg 1 ()                    | Stall/Kuhstall                                                                                              | | ein Bild hochladen |
| 09125226 | Bärenklauer Weg 1 ()                    | Scheune | | ein Bild hochladen |
| 09125226 | Bärenklauer Weg 1 ()                    | Gutshof | | ein Bild hochladen |
| 09125226 | Bärenklauer Weg 1 ()                    | Gutspark | | ein Bild hochladen |

### Pinnow
| ID-Nr.   | Lage                         | Bezeichnung               | Beschreibung | Bild                      |
| -------- | ---------------------------- | ------------------------- | --- | ------------------------- |
| 09125242 | Dorfanger (Lage)             | Dorfkirche                | Die heutige Kirche wurde von 1909 bis 1910 erbaut. Der Entwurf stammt von Georg Büttner. Es ist ein Saalbau mit einem Westturm. An der Südseite ist eine Sakristei angebaut. Die Ausstautng ist bis auf die Orgel und eine Glocke um 1910 entstanden. Die Orgel wurde 1919 von der Firma W. Sauer aus Frankfurt (Oder) erbaut. | weitere Bilder            |
| 09125242 | Dorfanger ()                 | Orgel                     | | ein Bild hochladen        |
| 09125242 | Dorfanger ()                 | Glocke                    | | ein Bild hochladen        |
| 09125855 | Dorfmitte (Lage)             | Kriegerdenkmal            | | Kriegerdenkmal            |
| 09125860 | Dorfmitte 6 (Lage)           | Stallspeicher und Scheune | | Stallspeicher und Scheune |
| 09125860 | Dorfmitte 6 ()               | Scheune                   | | ein Bild hochladen        |
| 09125863 | Dorfmitte 9 (Lage)           | Stallspeicher             | | Stallspeicher             |
| 09125856 | Dorfmitte 11 (Lage)          | Stallspeicher             | | Stallspeicher             |
| 09125881 | Reicherskreuzer Weg 2 (Lage) | Stallspeicher             | | Stallspeicher             |
| 09125880 | Reicherskreuzer Weg 4 (Lage) | Stallspeicher             | | Stallspeicher             |

### Reicherskreuz
| ID-Nr.   | Lage                     | Bezeichnung | Beschreibung | Bild               |
| -------- | ------------------------ | ----------- | --- | ------------------ |
| 09125244 | Reicherskreuz 18a (Lage) | Dorfkirche  | Die heutige Kirche wurde von 1984 bis 1986 anstelle des Vorgängerbaues erbaut. Wie der Vorgängerbau aus dem 18. Jahrhundert ist es ein Fachwerkbau. Es ist ein Saalbau mit einem Westturm. Im Inneren befindet sich ein Altaraufsatz aus dem 15. Jahrhundert. Es zeigt drei Heilige. | weitere Bilder     |
| 09125244 | Reicherskreuz 18a ()     | Glocke      | | ein Bild hochladen |

### Schenkendöbern
| ID-Nr.   | Lage                             | Bezeichnung        | Beschreibung | Bild               |
| -------- | -------------------------------- | ------------------ | --- | ------------------ |
| 09125925 | Gemeindeallee, Am Bloming (Lage) | Kriegerdenkmal     | Das Kriegerdenkmal wurde in den 1920er Jahren aufgestellt. Es erinnert an die Gefallenen des Ersten Weltkrieges. Auf drei umlaufenden Treppenstufen steht ein Obelisk auf einem Postament. Auf dem Postament befindet sich eine Tafel mit den Namen von 17. Gefallenen. Auf dem Obelisk befindet sich als Abschluss ein Eisernes Kreuz. Das Denkmal ist wahrscheinlich später von einer niedrigen Granitmauer umrandet. Hinter dem Denkmal befindet sich eine Eiche, die wahrscheinlich zum Denkmal gehört. Weiter befindet sich neben dem Obelisk ein Gedenkstein für die Gefallenen des Zweiten Weltkrieges. | Kriegerdenkmal     |
| 09125983 | Gemeindeallee 16 (Lage)          | Wirtschaftsgebäude | | Wirtschaftsgebäude |
| 09125317 | Gemeindeallee 45 (Lage)          | Herrenhaus         | Das auch Schloss genannte Herrenhaus wurde wahrscheinlich Anfang des 19. Jahrhunderts erbaut. Das Herrenhaus ist ein eingeschossiges Haus mit einem Satteldach. Auf den Längsseiten befinden sich breite Risalitet, an der Südseite zusätzlich eine Terrasse mit einer zweiläufigen Freitreppe. Heute befindet sich hier die Amtsverwaltung. | weitere Bilder     |

### Sembten
| ID-Nr.   | Lage                                  | Bezeichnung | Beschreibung | Bild               |
| -------- | ------------------------------------- | --- | --- | ------------------ |
| 09125250 | Gutshof 1, 5, Lindenstraße 25 (Lage)  | Herrenhaus mit Park und Gutsanlage (Anlage und Grundriss des Gutshofs sowie Anordnung der Baukörper) mit vier Wohn- und Wirtschaftsgebäuden, Torspeicher, kleinem Speicher, Bullenstall, zwei Scheunen, Mühle, Brennerei, Schmiede, Backhaus, Waage/Transformatorenhaus, Taubenturm, Schafstall und Werkstatt sowie Einfriedung und Hofbefestigung | Das ehemalige Gutshaus ist ein zweigeschossiger Bau aus dem 18. Jahrhundert. Zum Gutshaus gehört ein englischer Park. | weitere Bilder     |
| 09125250 | Gutshof 1 ()                          | Gutshaus | | ein Bild hochladen |
| 09125249 | Lindenstraße 23 (Lage)                | Dorfkirche und Kirchhofseinfriedung | Die evangelische Kirche stammt aus den Jahren 1813/14. Es ist ein Saalbau mit einem Westturm. Das Dach ist ein Satteldach, im Osten als Krüppelwalm. Der Kanzelaltar stammt aus der Bauzeit. Die Taufe ist aus einem Holzgestell mit einer Zinnschale, die Zinnschale trägt unter anderem die Jahresinschrift 1747. Die Glocke wurde aus Bronze im Jahre 1533 gegossen. | weitere Bilder     |
| 09125249 | Lindenstraße 23 ()                    | Glocke | | ein Bild hochladen |
| 09125943 | Steinsdorfer Straße, Eichenhof (Lage) | Vorwerk „Eichenhof“, bestehend aus drei Wirtschaftsgebäuden sowie Hoffläche und Pflasterung | | BW                 |